# Spermacoce flagelliformis
Spermacoce flagelliformis là một loài thực vật có hoa trong họ Thiến thảo. Loài này được Poir. miêu tả khoa học đầu tiên năm 1806.